# ベンフォチアミン
ベンフォチアミン（Benfotiamine、別名：S-benzoylthiamine O-monophosphate）は合成チアミン（ビタミンB1）誘導体の一つ。
ドイツでは1993年から販売されている。ピリドキシン（ビタミンB6）またはシアノコバラミン（ビタミンB12）との配合剤も存在する。坐骨神経痛や他の神経痛に適用される。
日本でも散剤、錠剤のほか、ベンフォチアミン・ピリドキシン・シアノコバラミン配合カプセル・散剤が医療用医薬品として販売されているほか、100を超える一般用医薬品や飲料（指定医薬部外品）に配合されている。

## 効能・効果
単剤で承認されている効能・効果は、
- ビタミンB1欠乏症の予防および治療
- ビタミンB1の需要が増大し、食事からの摂取が不十分な際の補給
- ウェルニッケ脳症
- 脚気衝心
- 下記疾患の内、ビタミンB1の欠乏または代謝障害が関与すると推定される場合

神経痛、筋肉痛・関節痛、末梢神経炎、末梢神経麻痺、心筋代謝障害、便秘等の胃腸運動機能障害
で、ビタミンB1、B6、B12配合剤では
- これらのビタミン類の需要が増大し、食事からの摂取が不十分な際の補給（消耗性疾患、妊産婦、授乳婦等）
- 下記疾患の内、これらのビタミン類の欠乏または代謝障害が関与すると推定される場合

神経痛、筋肉痛・関節痛、末梢神経炎・末梢神経麻痺
であるが、一般用医薬品等としては、広く、
- 眼精疲労
- 筋肉痛・関節痛（肩凝り、腰痛、五十肩等）
- 神経痛
- 手足の痺れ
- 便秘
- 脚気
- 次の場合のビタミンB1の補給

肉体疲労時、妊娠・授乳期、病中病後の体力低下時
に用いられる。
抗酸化物質であり、サプリメントとしても市販されている。脂溶性が高く効果が高いと謳っているが、チアミンジスルフィド誘導体とは異なり、（特に脳での）効果は特段高くない。
6名の患者を対象とした臨床研究では、ベンフォチアミンはAGEsを40%低下させた。
ベンフォチアミンは糖尿病網膜症、糖尿病性神経障害、糖尿病性腎症にも有用とされるが、「この様な有効性はほとんどがin vitro または動物実験で示されたものである。ヒトでの臨床試験ではエビデンスが乏しく、特に評価項目が正しく設定されていない。従って、糖尿病性・非糖尿病性を問わず、ベンフォチアミンの治療効果を示すためにはさらなる（適切に設計された）臨床試験が不可欠である。」

## 作用機序
ベンフォチアミンを投与するとトランスケトラーゼの補酵素である細胞内チアミンピロリン酸濃度が上昇する。トランスケトラーゼは終末糖化産物（AGEs）や終末過酸化産物（ALEs）の元となる物質をペントースリン酸経路に回し、体組織のAGEs化・ALEs化を軽減させる。AGEs・ALEsが糖尿病合併症を引き起こしているとすると、理論上は、ベンフォチアミンがAGEs・ALEsの生成を完全に妨げると、糖尿病患者は血糖値を気に病む生活から開放され、高血糖がもたらす重篤な諸症状の心配がなくなり、糖尿病の治療に革命的な変化が起こる。
吸収後、ベンフォチアミンは細胞外のアルカリホスファターゼで脱リン酸化し、脂溶性のS-ベンゾイルチアミンに変化する。ベンフォチアミンは天然に存在するアリチアミンとは薬理学的特性が全く異なる。